# Tatiana Mavrina
Tatiana Alexeevna Mavrina (em russo: Татьяна Алексеевна Маврина; Nijni Novgorod, 7 de dezembro de 1900 — Moscou, 19 de agosto de 1996) foi uma artista e ilustradora de livros infantis russa-soviética.
Ela foi condecorada com o Hans Christian Andersen, um prêmio internacional concedido a autores e ilustradores que fizeram contribuições substanciais à literatura infantil, sendo a única russa a ganhar o prêmio até 2018. No âmbito nacional, recebeu os prêmios do Estado da URSS (1975) e Artista Homenageado da Rússia Soviética (1981). Suas ilustrações para crianças consistiam principalmente em contos de fadas e eram no estilo do lubok russo.

## Biografia
Tatiana Lebedev nasceu no dia 7 de dezembro de 1900, em Nijni Novgorod. Seus pais eram Anastasia (née Mavrina) e Alexey Lebedev, ambos professores. Ela também era irmã de Sergey Lebedev, criador do primeiro computador soviético. De 1921 a 1929, estudou na Vkhutemas. Em 1930, adotou o nome de solteira de sua mãe, "Mavrina", como pseudônimo. Lebedev morreu em 19 de agosto de 1996, na cidade de Moscou e foi enterrada no cemitério de Novodevichy.